# Robert Gulya

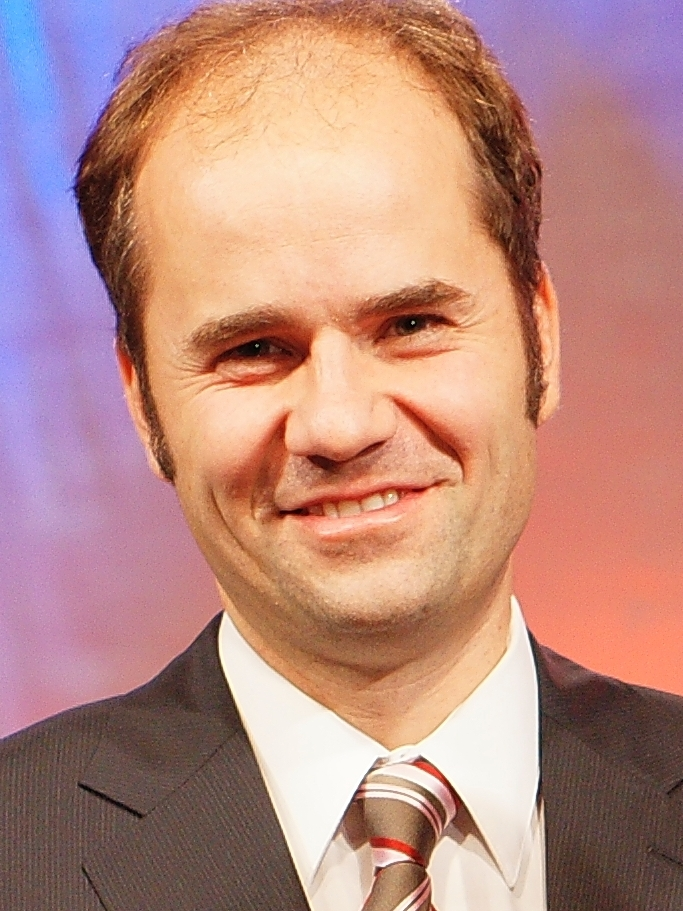
Robert Gulya

Robert Gulya (10 november 1973) is een Hongaars componist. Hij componeert hedendaagse klassieke muziek en filmmuziek.

## Biografie
Robert Gulya studeerde aan de  Franz Liszt Muziekacademie van Boedapest, de Universiteit voor Muziek en Podiumkunsten te Wenen en de Universiteit van Californië - Los Angeles. Zijn muziek is een uitgave van de Zwitserse muziekuitgever Éditions BIM. Hij componeerde verschillende werken voor de Oostenrijkse gitarist Johanna Beisteiner, zoals een concert voor gitaar en orkest, uitgegeven op dvd door Gramy Records. Gulya werkte ook met de Boedapest Symfonieorkest en verschillende bekende regisseurs, zoals Matt Levin, Dennis Ward en Christopher Farley.

## Onderscheidingen en prijzen
- 2008: AOF Film Festival, USA: Beste Score Feature voor de filmmuziek van Atom Nine Adventures (USA 2007, directeur: Christopher Farley)
- 1997: Derde Prijs in de Compositiewedstrijd In Memoriam Zoltán Kodály, Boedapest (Hongarije)
- 1996: Albert Szirmai Prize, Boedapest (Hongarije)
- 1995: Eerste prijs op het Internationale Zomeracademie Praag-Wenen-Boedapest (Oostenrijk)

## Lijst van werken (onvolledig)

### Klassieke werken
- 1995: Burlesque voor tuba en piano
- 1996: Geheugen van een verloren wereld - een verhaal van de legendarische Atlantis voor orkest en koor
- 1997: Concert voor piano en orkest nr. 1
- 2000: Dans van de feeën (Fairy Dance)  voor gitaar solo
- 2000: Concert voor tuba en orkest
- 2001: De stem van de dolfijn voor piano
- 2005: Moods voor koperkwintet
- 2006: Capriccio voor gitaar en piano
- 2007: Night Sky Preludes voor gitaar solo
- 2008: De milonguero en de Muze (Tango), eerste versie voor gitaar en strijkorkest (muziek in de videoclip van dezelfde naam)
- 2009: Concert voor gitaar en orkest.
- 2009: De milonguero en de Muze (Tango), tweede versie voor fluit, gitaar en strijkorkest.
- 2010: Wals voor gitaar solo

### Filmmuziek
- Truce (USA 2004, directeur: Matthew Marconi)
- The Boy Who Cried (USA 2005, directeur: Matt Levin)
- S.O.S. Love! (HU 2007, Directeur: Tamás Sas)
- Atom Nine Adventures (USA 2007, directeur: Christopher Farley)
- 9 and a half dates (HU 2007, directeur: Tamás Sas)
- Themoleris (HU 2007, directeur: Balázs Hatvani)
- Bamboo Shark (USA 2008; directeur: Dennis Ward)
- Outpost (USA 2008; directeur: Dominick Domingo)
- Made in Hungaria (HU 2008, directeur: Gergely Fonyo)
- Illusions (HU 2009, directeur: Zsolt Bernáth)
- Night of Singles (HU 2010, directeur: Tamás Sas)
- Truly Father (HU 2010, directeur: Emil Novák)
- Thelomeris (HU 2011, directeur: Balázs Hatvani)
- Gingerclown (Hu 2013, directeur: Balázs Hatvani)
- Tom Sawyer & Huckleberry Finn (USA 2014, directeur: Jo Kastner)

## Discografie (selectie)

#### CD
- 1997: Winners of the First International Composers Competition (Kodály Foundation, CD BR 0156, Boedapest, Hungary): album waaronder Concert voor piano en orkest nr. 1
- 2001: Johanna Beisteiner - Dance Fantasy: album waaronder Dans van de feeën voor gitaar solo
- 2004: Johanna Beisteiner - Between present and past: album waaronder Capriccio voor gitaar en piano
- 2007: Atom Nine Adventures (Original Motion Picture Soundtrack)
- 2007: S.O.S. Love (Original Motion Picture Soundtrack)

#### DVD
- 2010: Johanna Beisteiner - Live in Budapest: met de wereldpremières van Concert voor gitaar en orkest en De milonguero en de Muze (Tango, tweede versie voor fluit, gitaar en strijkorkest)